# 중앙공원역 (가오슝시)
중앙공원역은 가오슝 첩운 홍선의 1역이다.

## 역 구조

### 승강장
| 지면     | 출입구                              | 출입구                                              |
| 지하 1층 | 승강장                              | 출입구                                              |
| 지하 1층 | 승강장                              | 화장실                                              |
| 지하 2층 | 1호 플랫폼                          | ←가오슝 첩운 홍선 샤오강방면（산둬상권 역）         |
| 지하 2층 | 플랫폼，문의 왼쪽 / 오른쪽 열립니다 |                                                     |
| 지하 2층 | 2호 플랫폼                          | 가오슝 첩운 홍선 남강산방면（포르모사 불로보드역）→ |

## 역 출입구
역의 위치에서 서쪽한 출입구1，역의 남쪽 끝의 동쪽에 위치한 출입구2,역의 북쪽 끝의 동쪽에 위치한 출입구3，접근성엘리베이터에 위치한 출입구1입니다.
- 출입구1：중앙공원，도시 스포트라이트
- 출입구2：신친궈종，신궈강상권，유엔주수 주유상권

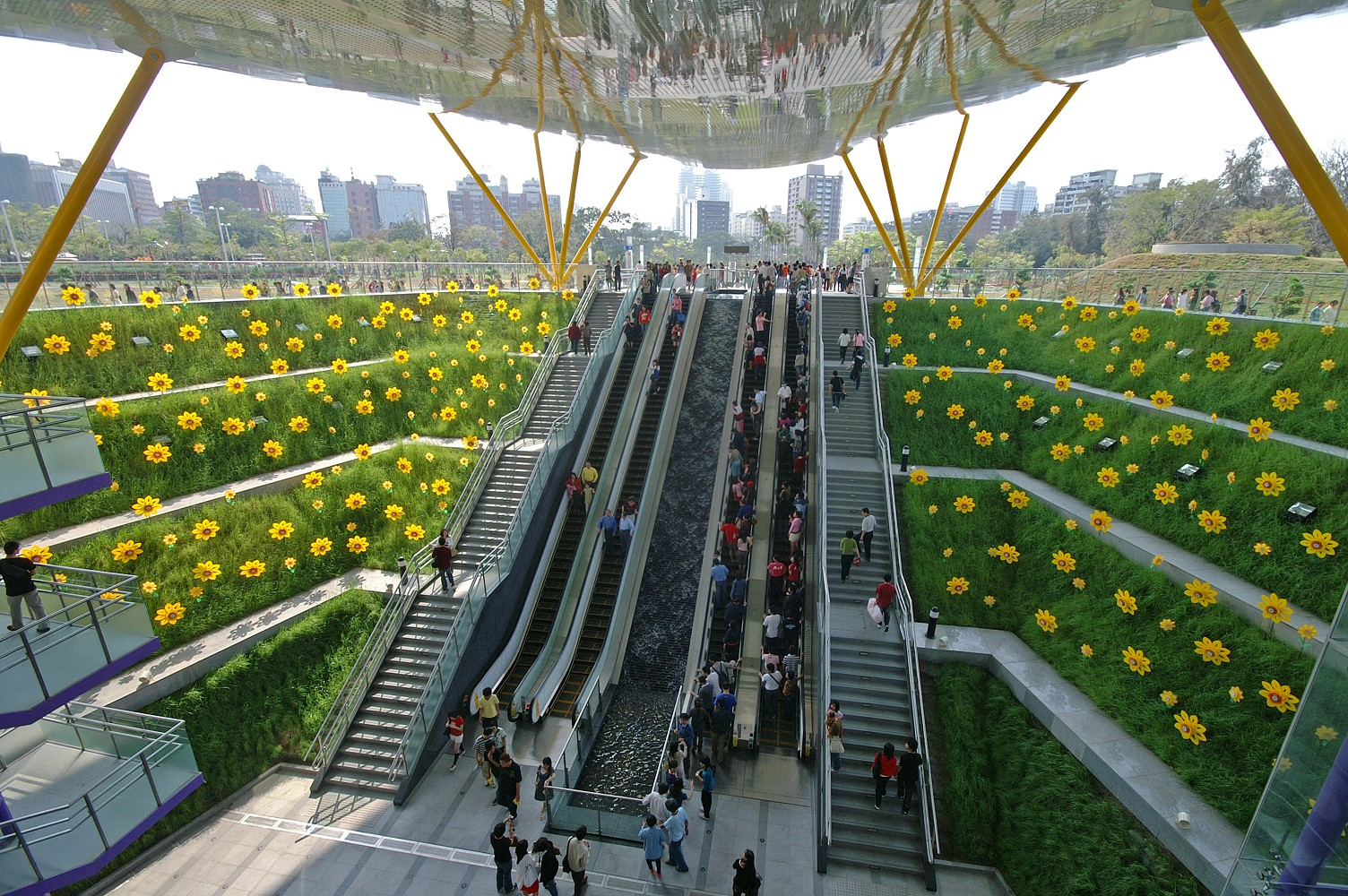
중앙공원 역 1번입구

- 출입구3：신친 초등학교